# Éditions Belin

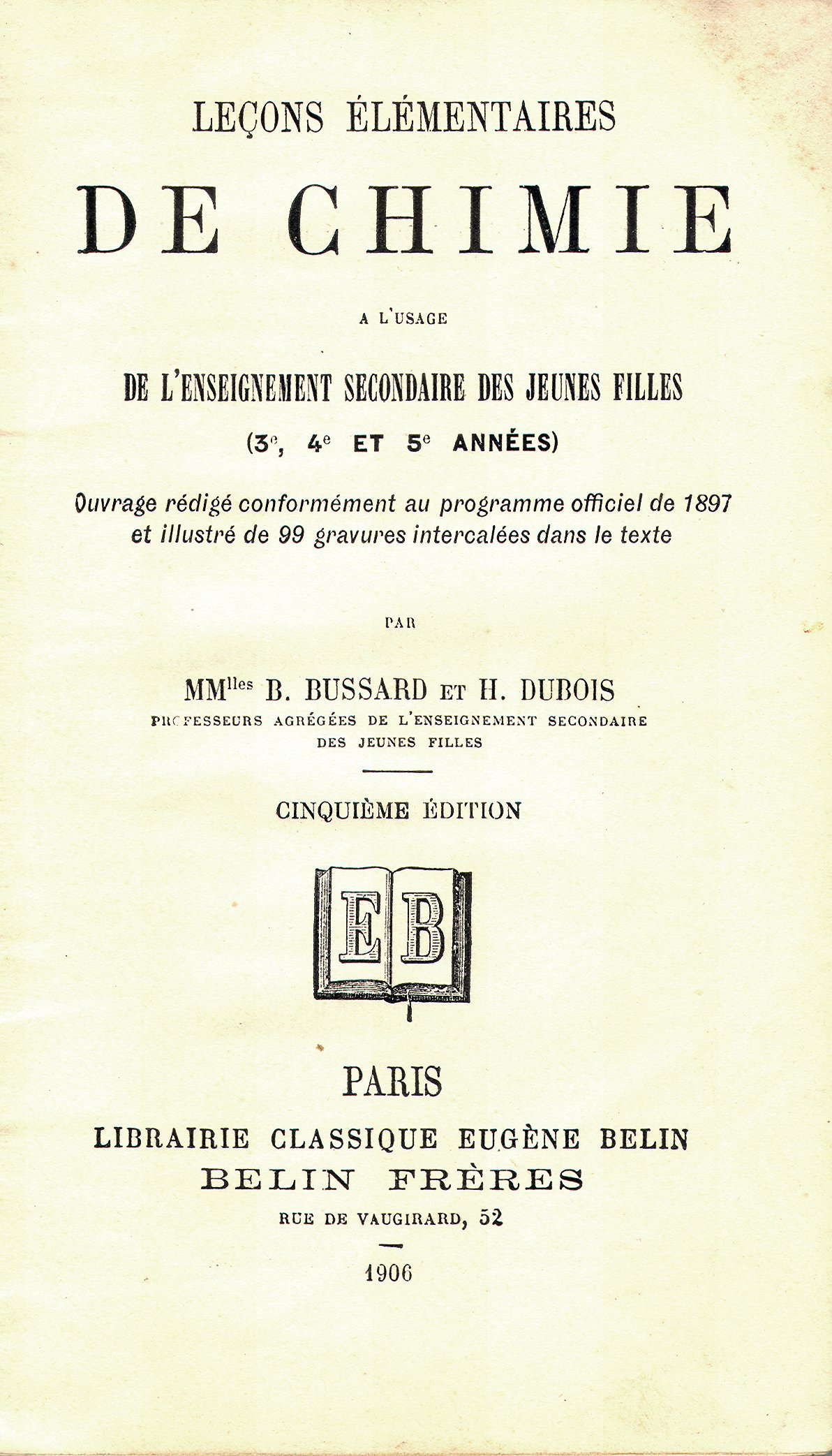
Libro para educación escolar, sobre química, editado e impreso por Éditions Belin en el año 1906

Éditions Belin es una editorial francesa fundada en el año 1777 y especializada en libros universitarios, escolares y preescolares.

## Historia
Fue fundada bajo el nombre “Librairie Belin” a finales del siglo XVIII en París por el impresor y librero François Belin, con un catálogo muy ecléctico. Elegida en 1785 como editorial de la Universidad de París para premiar a los estudiantes con sus libros especializados en diferentes temas de interés facultativo; durante la Revolución francesa Belin publicó en 1792 Constitution française décrétée par l’Assemblée nationale constituante et acceptée par le Roi y dos años más tarde fue detenido por ello, al ser considerado un acto subversivo. Fue puesto en libertad tras la detención de Robespierre.
Ya en 1832, editó e imprimió por primera vez el diccionario enciclopédico de William Duckett Dictionnaire de la conversation et de la lecture que representó un gran éxito de tirada, reediciones y público.
Hasta la fecha, es la editorial independiente más antigua de Francia.